# 윤예서
| 이름     | 윤예서 (본명:윤은주)                                                                           |  |
| -------- | ---------------------------------------------------------------------------------------------- |  |
| 생년월일 | 1983년 3월 18일                                                                                |  |
| 출생지   | 대한민국 경상남도 부산시                                                                       |  |
| 국적     | 미국                                                                                           |  |
| 소속당   | 미국 공화당                                                                                    |  |
| 학력     | 노스이스턴일리노이주대학(학사) 디폴대학 국제행정학 (석사), 콩콜디아 시카고 경영학 (박사과정중) |  |
| 직업     | 금융전문가, 저널리스트, 정치인                                                                 |  |

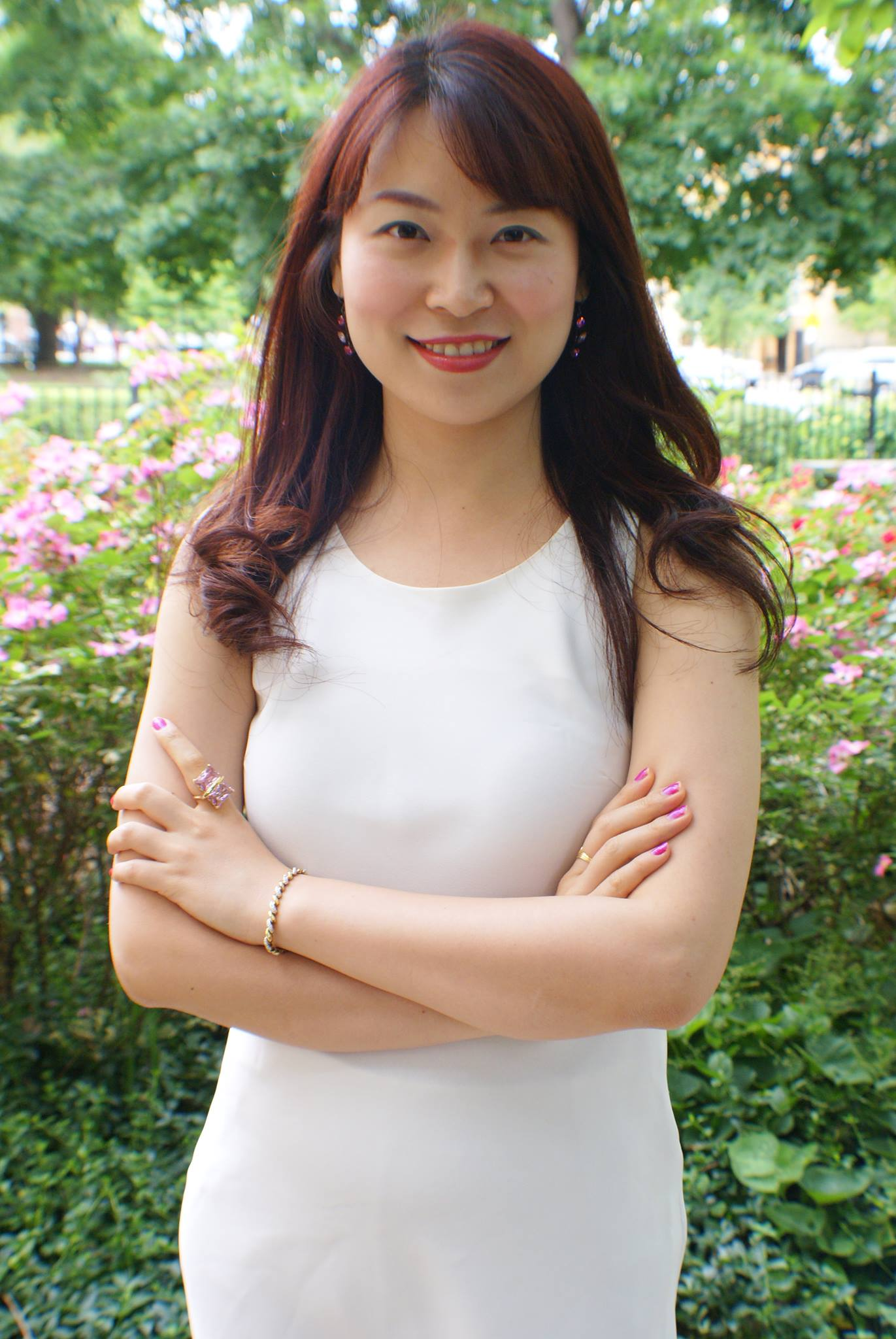

윤예서 (영문: Yesoe Yoon) 본명은 윤은주 (Eunjoo Yoon)이다. 대한민국 부산에서 1983년 3월 18일 (양력) 출생했다.  미국 일리노이주 나일즈시에 거주한다. 현재  미국 시카고의 은행의 금융전문가,  윈티비 방송의 글로버 리더즈 네트워크 (Channel 24.5)의 영어 토크쇼의 호스트이며 엥커이다 Global Leaders Network 토크쇼는 매주 목요일 저녁 9시 (시카고) 공영방송 WinTV 24.5와 Youtube를 통해 방영된다.
또한, 스코키시 민원의원직을 연속으로 맡았다. George VanDusen 스코키 시장이 2017년도, 2019년도 연속으로 임명함으로 3년간의 임명직을 맡았다. Skokie Caucus Party 의 멤버이다.
이전에 시카고 한국방송인 KBC TV (WOCH 41) 아시아 아메리카 네트워크 뉴스의 영어리포터로 활동했다 (2004-2005). 시카고에서 앤드류서 (한국명 서승모) 사면 공청회를 도왔다. 또한, 성악으로 미국 애국가를 미국 정치인들에게 자선단체를 위해 오페라곡을 많이 공연하며 알려져있다. 과거에 시카고에서 TV 광고/프린트 모델로도 활동했다. 2019년 현재 정치활동을 하는중 미국 일리노이주에 17지구 하원의원 공화당후보로 총선에 (2020년)에 나갔다.
교육으로는 부산 선암초등학교에 입학하여 양산덕계초등학교로 전학해 개운중학교를 나왔으며, 경남외국어고등학교를 졸업했다 (2002). 그리고 부산외국어대학교 영어과에 입학하여 미국 노스이스턴일리노이주립대학으로 편입하여 커뮤니케이션/미디아 과 성악/음악 (부전공)으로 졸업했다. 그리고 디폴대학원에서 국제행정학을 석사를 받았다 (2017). 현재, 콩콜디아 시카고 대학에 경영학 박사과정중에 있다.. 부산외국어대학교에 영어학과와 International Language Expert (ILE)으로 복수전공을 하고 있을 때 2003년도 미스유니버시티 경남대회에서출전 특별상 (STA)을 수여 했다.
현재 GLN 토크쇼 진행을 맡으면서 도날드 트럼프 대통령이 국무부 국제 형사 사법대사 지명한 단현명 (Morse Tan), 전 연방 공화당 상원의원 Mark Kirk, 전 공화당 하원의원 Jeanne Ives, 공화당 전국 위원회 일리노이대표 Richard W.  Porter, 현 일리노이주 상원 의원 Jim Oberweiss, 스코키 시장 George Van Duse, 알링턴 하이츠 시장  Tom Hayes,  소수당 공화당 리더 일리노이주 하원의원 Jim Durkin (공화당), 일리노이주 상원의원 (민주당) Ram Villivalam, 일리노이주 유료도로의장과 전 Peoples Gas 회장,CEO Willard Evans Jr., 전 미중서부 장애인 교육단체 EasterSeals 회장, CEO Timothy Muri, 시카고의 노숙자셀터 Pacific Garden Mission 회장/ 목사인 Phil Kwiatkowski, 인도네시아 총영사 Rosmalawati Chalid,  노스브룩 YMCA 회장 Howard Schultz, 세계적 랭킹 복싱 선수 Fres Oquendo을 인터뷰했다.
과거에 일리노이주 Jesse White 총무처 장관 아시아 자문위원으로 활동을 하며 행사 의장을 맡기도 했다. 또한, 나일즈 타운쉽의 Lou Lang 하원의원의 행사 의장으로 잠시 활동하기도 했다.2016년에는 Barack Obama 대통령으로 President Community Service Award (Gold)을 수상했다.